# Polycyathus chaishanensis
Polycyathus chaishanensis is een rifkoralensoort uit de familie van de Caryophylliidae. De wetenschappelijke naam van de soort is voor het eerst geldig gepubliceerd in 2012 door Lin, Kitahara, Tachikawa, Keshavmurthy & Chen.